# Air Century
Air Century, S.A. (conocida comercialmente como Air Century) es una aerolínea dominicana fundada en Santo Domingo, República Dominicana, en 1990 por el piloto Omar Chahin, actual presidente. Oferta sus servicios aéreos desde su base actual en el Aeropuerto Internacional Joaquín Balaguer de Santo Domingo.
Inicialmente sólo ofrecía al mercado local servicios de vuelos chárter, transfers, helicópteros, publicidad aérea, sobrevuelos, entre otros. Pero luego debido a la creciente demanda del mercado empezó a operar a las islas del Caribe, Centro, Sur y Norteamérica.
Actualmente brinda vuelos chárter ejecutivos, traslado de tripulaciones y vuelos regulares en la región del Caribe.
Cuenta con personal técnico de vuelo altamente calificado, combinando la seguridad que brinda la experiencia obtenida con los años y horas de vuelo y eficientes programas de entrenamientos.
Air Century cuenta con el certificado de aceptación sistema de gestión de seguridad operacional (SMS).

## Destinos

### Destinos regulares
Air Century opera en la actualidad nueve destinos en siete países:
| Países               | Destinos         | Aeropuertos                                               |
| -------------------- | ---------------- | --------------------------------------------------------- |
| Aruba                | Oranjestad       | Aeropuerto Internacional Reina Beatriz                    |
| Bonaire              | Kralendijk       | Aeropuerto Internacional Flamingo                         |
| Cuba                 | La Habana        | Aeropuerto Internacional José Martí                       |
| Cuba                 | Santiago de Cuba | Aeropuerto Internacional Antonio Maceo                    |
| Curazao              | Willemstad       | Aeropuerto Internacional Hato                             |
| Haití                | Puerto Príncipe  | Aeropuerto Internacional Toussaint Louverture             |
| República Dominicana | Punta Cana       | Aeropuerto Internacional de Punta Cana (HUB secundario)   |
| República Dominicana | Santo Domingo    | Aeropuerto Internacional Joaquín Balaguer (HUB principal) |
| San Martín           | Philipsburg      | Aeropuerto Internacional Princesa Juliana                 |

### Destinos chárter
| Países                               | Destinos               | Aeropuertos                                        |
| ------------------------------------ | ---------------------- | -------------------------------------------------- |
| Bahamas                              | Nasáu                  | Aeropuerto Internacional Lynden Pindling           |
| Barbados                             | Bridgetown             | Aeropuerto Internacional Grantley Adams            |
| Costa Rica                           | San José               | Aeropuerto Internacional Juan Santamaría           |
| Guadalupe                            | Pointe-à-Pitre         | Aeropuerto Internacional Pointe-à-Pitre            |
| Islas Vírgenes de los Estados Unidos | Christiansted          | Aeropuerto Internacional Henry E. Rohlsen          |
| Martinica                            | Fort-de-France         | Aeropuerto Internacional de Martinica Aimé Césaire |
| México                               | Cancún                 | Aeropuerto Internacional de Cancún                 |
| República Dominicana                 | Puerto Plata           | Aeropuerto Internacional Gregorio Luperón          |
| República Dominicana                 | Samaná                 | Aeropuerto Internacional Presidente Juan Bosch     |
| San Cristóbal y Nieves               | Basseterre             | Aeropuerto Internacional Robert L. Bradshaw        |
| Trinidad y Tobago                    | Oropuna Village-Piarco | Aeropuerto Internacional de Piarco                 |

Además, ofrece vuelos chárter a los siguientes países:
- Brasil
- Cuba
- Estados Unidos
- Venezuela

## Flota
La aerolínea posee en la actualidad las siguientes aeronaves:
| Aeronaves                      | En servicio | Pedidos | Pasajeros                                         | Matrículas                                        | Antigüedad                                        | Notas                                             |
| ------------------------------ | ----------- | ------- | ------------------------------------------------- | ------------------------------------------------- | ------------------------------------------------- | ------------------------------------------------- |
| ATR 72-200                     | 1           | —       | Carga                                             | HI1000                                            | 28,9 años                                         | Almacenado desde 2023                             |
| Bombardier CRJ-200ER           | 3           | —       | 50                                                | HI1033                                            | 25,4 años                                         |                                                   |
| Bombardier CRJ-200ER           | 3           | —       | 50                                                | HI1034                                            | 25,2 años                                         |                                                   |
| Bombardier CRJ-200ER           | 3           | —       | 50                                                | HI1058                                            | 19,7 años                                         |                                                   |
| British Aerospace Jetstream 31 | 1           | —       | 19                                                | HI772                                             | 40,1 años                                         | Almacenado desde 2024                             |
| British Aerospace Jetstream 32 | 2           | —       | 19                                                | HI956                                             | 32,8 años                                         |                                                   |
| British Aerospace Jetstream 32 | 2           | —       | 19                                                | HI860                                             | 33,6 años                                         | Almacenado desde 2024                             |
| Gulfstream IV                  | 1           | —       | 13                                                | HI1111                                            | 22,5 años                                         |                                                   |
| Total                          | 8           | —       | Edad media de la flota (abril de 2025): 28,5 años | Edad media de la flota (abril de 2025): 28,5 años | Edad media de la flota (abril de 2025): 28,5 años | Edad media de la flota (abril de 2025): 28,5 años |

### Flota histórica
| Aeronaves                      | Total | Introducido | Retirado | Matrículas                                     |
| ------------------------------ | ----- | ----------- | -------- | ---------------------------------------------- |
| Airbus A320-232                | 1     | 2022        | 2023     | LY-FJI                                         |
| British Aerospace Jetstream 31 | 2     | 2002        | 2024     | HI-772CT (rrg. HI-772) y HI-816CT (rrg. HI816) |
| Cessna 401                     | 1     | 2003        | ??       | HI-779CT                                       |
| Dassault Falcon 20             | 1     | 2006        | 2010     | N939CK                                         |
| Grumman Gulfstream II          | 1     | 2008        | c. 2022  | HI871                                          |
| Saab 340                       | 2     | 2015        | 2020     | HI976 y HI999                                  |

## Accidentes e incidentes
- Un BAe Jetstream 32 se accidentó en el Aeropuerto Int. de Punta Cana en 2014, después de aterrizar. Sus ocupantes salieron ilesos.[5]